# Самуель Бамба
Самуель Бамба (нім. Samuel Bamba, нар. 13 лютого 2004, Ален, Німеччина) — німецький футболіст конголезького походження, вінгер клубу «Бохум».

## Ігрова кар'єра

### Клубна
Займатися футболом Самуель Бамба почав у своєму рідному місті Ален, в академії клубу «Рот-Вайс». У віці 9 років він приєднався до клубної академії дортмундської «Боруссії». У вересні 2021 року футболіст продовжив свій молодіжний контракт з клубом до 2024 року.
У сезоні 2023/24 Бамба дебютував на професійному рівні, граючи за другий склад «Боруссії» у Лізі 3. 16 грудня 2023 року у матчі чемпіонату країни проти «Аугсбурга» Бамба зіграв свою першу гру в основі дортмундського клубу.
У червні 2024 року Бамба перейшов до «Бохума», підписавши з клубом трирічний контракт.

### Збірна
Самуель Бамба народився у Німеччині в конголезькій родині. З 2019 року почав грати в юнацьких збірних Німеччини.

## Особисте життя
Батько Самуеля — Мусеместре Бамба також в минулому професійний футболіст, провів чотири матчі в складі національної збірної ДР Конго.